# Darron Gibson
Darron Thomas Daniel Gibson, irski nogometaš, * 25. oktober 1987, Derry, Severna Irska.
Gibson igra na položaju vezista, od leta 2022 je član kluba Wythenshawe, bil je tudi član irske reprezentance.